# Юйлин (цзянцзюнь)
Юйлинь (1766 — 1833) — китайский чиновник маньчжурского происхождения империи Цин. Цзянцзюнь Или (12.07.1829-4.10.1832).

## Биография
Служил на разных должностях в империи Цин. Был военным наместником в Тибете. Разжалован в телохранителей и цанзань дачэном Яркенда. 1829 году был назначен генерал-губернатором Или. Имел дипломатические переписки с казахскими правителями Старшего и Среднего жуза. В 1830 году остановил вторжение Юсуп ходжи в Восточный Туркестан. Вёл переговоры с кокандским ханом Мадали ханом о мире и дружбе. Со стороны кокандского хана представлял Ахун Алим-пошша и со стороны китайского императора Ишан Ацзи. 1832 году был заключён кокандско-китайский договор о дружбе и торговле. 1833 году Юйлинь был отозван в Пекин и умер по дороге. Ему были оказаны посмертные почести как известному чиновнику.